# Flux binaire
Pour l’article homonyme, voir Bitstream pour la fonderie de caractères.
Un flux binaire (de l'anglais : bitstream, lit. « flux de bits ») est un flux de données dans un format binaire, utilisé dans différents domaines.

## Domaines d'utilisation

### Détection d'erreurs
Dans le domaines du stockage de données (systèmes de fichiers, périphériques de stockage) de même que dans celui de la transmission de données (communication numérique), la détection d'erreurs est capitale. c'est le travail des algorithmes de CRC, que l'on retrouvera entre autres sur les systèmes de stockage ou les protocoles réseau.

### Conception des circuits intégrés
Dans le domaine de la conception de circuits intégrés, et en particulier des processeurs et SoCs, le terme bitstream désigne un schéma de connexion synthétisé sous forme binaire, depuis un langage de description de matériel (anglais : HDL) ou de plus haut niveau. C'est le format envoyé à un FPGA pour le reprogrammer. Le format varie généralement en fonction du fabricant et du modèle de FPGA.